# Моторная лодка
Мото́рная ло́дка — маломерное судно, оборудованное подвесным мотором. Наличие именно легкосъёмного подвесного мотора является единственным квалифицирующим признаком в определении и отличает «моторную лодку» от «катера» (двигатель на котором установлен стационарно), вне зависимости от мощности и внешнего вида маломерного судна (впрочем, широко распространены катера с каютами со спальными местами, с гальюном, при этом рассчитанные на установку нескольких именно подвесных моторов, нередко общей мощностью в несколько сотен л. с.).
Моторные лодки применяются для транспортных, хозяйственных, туристических, развлекательных и спортивных целей, используются при проведении спасательных работ, ловле рыбы, патрулировании водоёмов, охоты.
Моторные лодки составляют основу маломерного флота.

## История возникновения
Попытки установить на гребные лодки паровой или бензиновый двигатель предпринимались уже в XIX веке. В 1904 году Ол Эвенруд создал первый подвесной мотор, а в 1905 году — освоил его серийный выпуск в США. В последующие годы в США и других странах был освоен массовый выпуск моторов и лодок, специально рассчитанных для эксплуатации с подвесным мотором.

## Особенности конструкции
По бокам (бортам) большинства моторных лодок имеются уключины для вёсел, что позволяет совершать медленные (или бесшумные) перемещения, а также двигаться в случае отказа мотора.
Место крепления мотора к лодке — транец — представляет собой плоскую вертикальную стенку (борт) толщиной 1—3 см в задней части (корме) судна, высотой около 30—50 см над поверхностью воды и 10—20 см под водой. Ширина транца в зависимости от класса и ширины судна составляет от 30—50 см до 1 метра, на широкий транец большой лодки можно установить одновременно два мотора (соединив их тягами для синхронного управления или управляя одновременно правой и левой руками). Возле транца справа и слева предусмотрены сиденья для водителя (рулевого). На больших лодках дистанционное управление может быть выведено в переднюю часть судна.
Лодочный мотор «надевается» сверху скобами крепления на транц и закрепляется (прижимается) винтами аналогично струбцине. Размеры моторов (по крайней мере одного класса мощности) и их управление практически стандартизованы, так что большинство лодок и моторов совместимы.
Гребные винты на моторах быстросъёмные, и существуют разного шага и диаметра, что позволяет быстро переставлять их при повреждении о препятствие или для изменения характеристик привода («скорость или тяга»).
Хотя корпуса большинства моторных лодок спроектированы для возможности глиссирования, при большой загруженности судна мощности мотора может не хватать для перехода в этот режим.

## Типы моторных лодок
- Транспортные и хозяйственные водоизмещающие лодки — эти лодки имеют наибольший объём и грузоподъёмность. Их скорость хода относительно невелика, а обводы корпуса оптимизированы для движения в водоизмещающем режиме. На такие лодки устанавливаются специальные подвесные двигатели небольшой мощности, оборудованные грузовыми гребными винтами или стационарные двигатели. Применяются для перевозки грузов и пассажиров на небольшие расстояния, для ловли рыбы, для выполнения работ по обслуживанию навигационных знаков, для лесосплавных работ. Материал корпуса таких лодок — дерево или сталь. В СССР серийно выпускались лодки типов ЛЛ (лесосплавная лодка), ОЛ (обстановочная лодка), ПЛ (переправная лодка).

- Транспортные и туристические глиссирующие лодки — эти лодки имеют большую грузоподъёмность и относительно большой объём. Обводы корпуса обеспечивают движение в режиме глиссирования. Лодки оборудуются относительно мощными подвесными моторами, в СССР это были «Нептун» (18—25 л. с.), «Вихрь» (20—30 л. с.), «Ветерок» (8—12 л. с.), «Москва». Предназначены для перевозки пассажиров и их багажа на большие расстояния (туристические походы и проч.). В СССР выпускались лодки типов «Сарепта», «Прогресс», «Прогресс-2», «Прогресс-2М», «Прогресс-3М», «Прогресс-4», «Днепр», «Южанка», «Крым», «Казанка-5». Корпус таких лодок выполняется из лёгких металлов (алюминий, алюминиево-магниевые сплавы). Лодки оборудуются тентом, вёслами, ветровым стеклом, отсеками для багажа, рецессом.

- Разъездные глиссирующие лодки — эти лодки имеют относительно небольшие размеры и малый вес. Обводы корпуса обеспечивают движение в режиме глиссирования при использовании моторов средней мощности. Предназначены для поездок 1—3 человек без багажа на небольшие расстояния: рыбная ловля, охота, хозяйственные поездки, обслуживание судов, стоящих на рейде, земснарядов. Корпус таких лодок выполняется из лёгких металлов (алюминий, алюминиево-магниевые сплавы). В СССР выпускались лодки типов «Казанка», «Южанка», «Днепр», «Обь», «Сибирячка».

- Надувные лодки — лодки имеют борта из гибкого материала, приобретающие требуемую форму под действием давления воздуха, накачиваемого в них. Применяются в тех случаях, когда к месту совершения плавания лодку необходимо доставить на легковом транспорте. Используются для рыбной ловли, охоты, при выполнении поисково-спасательных операций. Для установки мотора лодки оборудуются жёстким транцем. Надувные моторные лодки пользуются популярностью у городского населения. Для обеспечения режима глиссирования днище лодок выполняется жёстким (чаще всего складным). В настоящее время в России и за рубежом выпускается широкий ассортимент таких лодок.

- Спортивные лодки — предназначены для участия в соревнованиях по водно-моторному спорту. Имеют минимальные габариты, вес и специальные обводы корпуса, обеспечивающие высокие скорости движения. Спортивные моторные лодки строятся в соответствии с требованиями технического регламента водно-моторного спорта и подразделяются на классы.

## Преимущества и недостатки
Моторные лодки имеют широкую популярность во всем мире, что обусловлено их достоинствами:
- Относительно небольшая стоимость по сравнения с другими видами маломерных судов (катера, яхты);
- Простая конструкция и несложное управление, что позволяет эксплуатировать моторную лодку людям, не имеющим специального образования;
- Возможность хранения моторной лодки на берегу, а не на плаву у пирса, что продлевает срок службы лодки (лёгкий и прочный корпус не сминается о грунт и позволяет вытаскивать лодку на берег усилиями двух человек);
- Возможность выбора и быстрой замены подвесного мотора;
- Дорогостоящий мотор можно снять и хранить в надёжном месте;
- Относительно высокая скорость хода;
- Возможность безопасной стоянки у неподготовленного берега;
- Возможность перевозки на легковом автомобиле (на специальном прицепе).

Недостатки моторных лодок:
- Малая грузоподъёмность, небольшой объём обитаемой зоны;
- Невысокие мореходные качества;
- Меньшая экономичность подвесных двигателей по сравнению со стационарными, устанавливаемыми на катерах.

## Выставки и шоу
- Grand Rapids Boat Show — ежегодное шоу моторных лодок в США[2]